# Džao (država)
Džao (tradicionalno kitajsko 趙, poenostavljeno kitajsko 赵, pinjin Zhào) je bila ena od sedmih velikih držav v obdobju vojskujočih se držav starodavne Kitajske. Skupaj s Hanom in Vejem je nastal s tripartitno delitvijo Džina v 5. stoletju pr. n. št. Džao je pridobil precejšnjo moč zaradi vojaških reform, ki so se začele med vladavino kralja Vulinga, in v bitki s Činom pri Čangpingu doživel hud poraz. Ozemlje Džaa je vključevalo območja v sodobnih kitajskih provincah Notranja Mongolija, Hebej, Šanši in Šaanši. Mejil je na države Čin, Vej in Jan in  različnimi nomadskimi ljudstvi, vključno z Donghuji in Šjongnuji. Glavno mesto Džaa je bil Handan v sodobni provinci Hebej. 
Džao je bil domovina administrativnega filozofa Šen Daa, konfucijanca Šun Kuanga in Gonsun Longa, povezanega s šolo imen.

## Nastanek in vzpon
Klan Džao je znotraj Džina več stoletij kopičil svojo moč in sredi 5. stoletja pr. n. št. priključil Daj, državo Severnih Dijev. 
Ob koncu obdobja pomladi in jeseni je bil Džin razdeljen med tri močne ministre. Eden od njih je bil Džao Šjangdzi, patriarh družine Džao. Leta 403 pr. n. št. je kralj Džova uradno priznal obstoj držav Džao, Han in Vej. Nekateri zgodovinarji, začenši s Simo Guangom, štejejo to priznanje za začetek obdobja vojskujočih se držav. 
Na začetku obdobja vojskujočih se držav je bil Džao ena od šibkejših držav, katere severno mejo so kljub obsežnemu ozemlju pogosto nadlegovali Vzhodni Huji, Gozdni Huji, Loufani, Šjongnuji in druga severna nomadska ljudstva. Džao ni imel vojaške moči Veja ali bogastva Čija in je postal kmet v boju med njima. Ta boj je dosegel vrhunec leta 354 pr. n. št., ko je  Vej napadel Džao, zaradi česar je moral Džao poiskati pomoč pri Čiju. Zmaga Čija v bitki pri Gujlingu je  zmanjšala grožnjo južni meji Džaa. 
Džao je ostal relativno šibek do vojaških reform kralja Vulinga (vladal 325–299 pr. n. št.). Vojska je privzela oblačila, podobna oblačilom sosednjih Hujev, in bojne vozove zamenjajo s konjeniškimi lokostrelci (胡服骑射; 胡服騎射; húfúqíshè). Ta reforma se je izkazala za sijajno. Z napredno tehnologijo kitajskih držav in taktiko stepskih nomadov je konjenica Džaa postala močna sila, izenačena s svojo največjo grožnjo Čijem. 
Džao je dokazal svojo povečano vojaško moč z osvojitvijo države Džongšan leta 295 pr. n. št. po dolgotrajni vojni in priključitvijo ozemlja sosednjih držav Vej, Jan in Čin. V tem času je konjenica Džaa med pohodi proti Čuju občasno vdrla tudi v Či. 
V Džau je v tem obdobju istočasno služilo več briljantnih vojaških poveljnikov, med njimi Lian Po, Džao Še in Li Mu. Lian Po je bil ključnega pomena pri obrambi Džaa pred Činom. Džao Še je bil najbolj aktiven na vzhodu, ko je vodil pohod na Jan. Li Mu je branil Džao pred Šjongnuji in kasneje proti Činu.

## Padec
Do konca obdobja vojskujočih se držav je bil Džao edina dovolj močna država, da se je zoperstavila mogočnemu Činu. Zavezništvo z Vejem proti Činu se je začelo leta 287 pr. n. št. in se končalo s porazom pri Huajangu leta 273 pr. n. št. Boj je nato dosegel vrhunec v  bitki pri Čangpingu leta 260 pr. n. št., najbolj krvavi bitki celotnega obdobja. Džao je v bil bitki s Činom popolnoma poražen. Sile Veja in Čuja so sicer rešile Handan pred obleganjem zmagovitega Čina, vendar si Džao nikoli ni opomogel od ogromne izgube vojakov v omenjeni bitki. 
Li Mu in njegov podrejeni častnik Sima Šang (司馬尚) sta se do leta 228 pr. n. št. upirala invazijam, ki jih je vodil general Čina Vang Džjan. Li Mu je bil eden najboljših generalov obdobja vojskujočih se držav, ki mu sicer ni uspelo premagati Vang Džjana, tudi enega najboljših generalov tega obdobja, vendar je ustavil njegovo napredovanje. Invazija se je končala v pat položaju. Cesar Čina Čin Ši Huang je spoznal, da se mora znebiti Li Muja, če želi osvojiti Džao. Poskušal je zasejati razdor v vodstvu Džaa in kralj Jovmiju mu je nasedel. Po lažnem nasvetu nelojalnih dvornih uradnikov in prikritih agentov Čina je ukazal Li Mujevo usmrtitev, Simo Šanga pa je razrešil. Li Mujevega nasledika Džao Conga je Vang Džjan nemudoma premagal, ujel kralja Jovmiuja in 228 pr. n. št. premagal Džao. Kraljev polbrat princ Džjan je bil v Daiju razglašen za kralja in vodil zadnje sile Džaa proti Činu.  Takšno stanje je trajal do leta 222 pr. n. št., ko ga je vojska Čina ujela in pri Daiju porazila njegove sile. 
Po zgledu na Čen Šenga in Vu Guanga iz Čuja se je za kralja Džaa razglasil upornik Vu Čen, ki ga je pozneje ubil njegov podrejeni Li Liang (李良). Džang Er (張耳) in Čen Ju (陳餘), nekdanja uradnika Džaa,  sta za kralja Džaa razglasila Džao Šjeja (趙歇). Leta 206 pr. n. št. je uporniški zemljiški gospod Šjang Ju iz Čuja premagal dinastijo Čin in sebe in sedemnajst drugih gospodov imenoval za kralje. Džao Šjeja je imenoval za kralja Daija. Čen Ju je Džao Šjeju pomagal pridobiti nazaj deželo Džao in bil zato imenovan za kneza Daijuja. Čen Juja  je leta 204 pr. n. št. premagal Han Šin. Čen Juja so kasneje ubili vojaki Hana. Liu Bang je državo Džao kasneje predal Džang Erju. 
Leta 154 pr. n. št. je nepovezani Džao, ki ga je vodil princ Liu Sui (劉遂), sodeloval v neuspešnem uporu sedmih držav (七國之亂) proti novo postavljenemu drugemu cesarju dinastije Han.

## Kultura in družba
Pred Čin Ši Huangovo združitvijo Kitajske leta 221 pr. n. št. je imela vsaka regija svoje navade in kulturo, čeprav je bila kultura elite vseskozi enaka. V poglavju Ju Gong (Poklon Juju) v Knjigi dokumentov, napisani verjetno v 4. stoletju pr. n. št., je Kitajska opisana kot razdeljena na devet regij, od katerih ima vsaka svoja značilna ljudstva in izdelke. Devet regij, združenih v eno državo, je pošiljalo svoje dobrine v glavno mesto kot poklon. Regionalne značilnosti in okolje opisujejo tudi druga besedila.
Eno takih besedil je Vudzi (Knjiga mojstra Vuja), vojaška razprava o vojskujočih se državah, napisana kot odgovor na prošnjo markiza Vuja iz Veja za nasvet, kako ravnati z drugimi državami. Vu Či, kateremu se pripisuje avtorstvo Vudzija, mu je pojasnil, da sta vlada in narava ljudi povezana s okoljem in ozemljem, v katerem živijo. O državah Han in Džao je rekeL 
Državi Han in Džao strogo urita svoje enote, vendar imata težave pri uporabi njihovih veščin na bojišču.
— Vudzi
Han in Džao sta državi na Osrednji nižini. Njuno ljudstvo je nežno, utrujeno od vojne in izkušeno v orožju, vendar se malo ozira na svoje generale. Plače vojakov so skromne in njihovi častniki niso močno zavezani svoji državi. Čeprav so njihovi vojaki izkušeni, ni pričakovati, da se bodo borili do smrti. Da jih premagamo, moramo v napadih zbrati veliko število vojakov in jim dati določena oblačila. Med njihovim protinapadom moramo biti pripravljeni odločno braniti svoje položaje in jih prisiliti, da napad drago plačajo. Ko se bodo umikali, jih moramo zasledovati in jim ne dati miru. To jih bo zmlelo.
— Vudzi

## Vladarji

### Vladarji pred delitvijo Džina
- Džao Cui
- Džao Dun
- Džao Šuo
- Džao Vu
- Džingdzi (趙景子)
- Džjandzi  (趙簡子)
- Šjangdzi (趙襄子)
- Huandzi (趙桓子)

### Vladarji po delitvi Džina
- Markiz Šjan 獻侯), osebno ime Huan (浣), vladal 424 pr. n. št. –409 pr. n. št.
- Markiz Lie  (烈侯), osebno ime Dži (籍), sin predhodnika, vladal 409 pr. n. št. –387 pr. n. št., znan po več reformah
- Markiz Džing  (敬侯), osebno ime Džang (章), sin predhodnika, vlada 387 pr. n. št.–375 pr. n. št.
- Markiz Čeng  (成侯), osebno ime Džong (種), sin predhodnika, vladal375 pr. n. št. –350 pr. n. št.
- Markiz Su (肅侯), osebno ime Ju (語), sin predhodnika, vladal 350 pr. n. št. –326 pr. n. št.
- Kralj Vuling  武靈王), osebno ime Jong (雍), sin predhodnika, vladal 326 pr. n. št. –pomlad 299 pr. n. št.
- Kralj Huiven (惠文王), osebno ime He (何), sin predhodnika, vladal pomlad 299 pr. n. št. –266 pr. n. št.
- Kralj Šjaočeng (孝成王), osebno ime Dan (丹), sin predhodnika, vladal 266 pr. n. št. –245 pr. n. št.
- Kralj Daošjang (悼襄王), osebno ime Jan (偃), sin predhodnika, vlada 245 pr. n. št. –236 pr. n. št.
- Kralj Jovmiu (幽繆王), osebno ime Čjan (遷), sin  predhodnika vladal236 pr. n. št. –228 pr. n. št.
- Kralj Džja (代王), osebno ime Džja (嘉), polbrat predhodnika, vladal 228 pr. n. št. –222 pr. n. št.
- Kralj  Šje (趙王歇), vladal 209 pr. n. št. –205 pr. n. št.. Znan je tudi kot Džao Šje. Na prestol so ga postavili uporniški kmetje med vladavino Čin Er Šija. Šjeja je porazil in ubil Liu Bang.